# Aultmore (distillerie)
Pour les articles homonymes, voir Aultmore.
Aultmore est une distillerie de whisky située à Keith dans le Banffshire dans la grande région productrice de whisky, le Speyside.

## Histoire
La distillerie a été construite en 1896 par Alexander Edwards. En 1898, elle fait partie de sa société Oban & Aultmore-Glenlivet Distilleries. En 1913, il vend Aultmore à John Dewar & Sons. La distillerie est ensuite acquise par Distillers Company Limited (DCL).
Aultmore est rénovée en 1970-1971. Elle est alors agrandie pour passer de deux à quatre alambics.
En 1987 United Distillers devenu Diageo la rachète pour la revendre en 1998 à Bacardi dans le cadre de l’acquisition de Bombay Sapphire.

## Production
L’eau utilisée dans la distillerie provient de la source Auchinderran ; le malt des malteries de United Distillers de Roseisle et Glenesk. La distillerie possède un mashtun de 9.2 tonnes en acier inoxydable et 6 cuves de fermentation de 46 500 litres en bois de mélèze. Pour la distillation, Aultmore utilise quatre alambics, deux mash stills de 15 500 litres et deux spirits stills de 14 859 litres chauffés à la vapeur.
Embouteillage officiel
Depuis 2004, Aultmore commercialise une toute petite partie de sa production en single malt whisky.
- Aultmore 12 ans
- Aultmore 21 ans Rare Malts

Embouteillage indépendant
De très nombreux embouteilleurs indépendants proposent des versions d’Aultmore.